# Darryl Powell
Darryl Powell (Londra, 15 novembre 1971) è un ex calciatore giamaicano, di ruolo centrocampista.